# Форум свободных народов пост-России
Ф́орум свобо́дных наро́дов пост-Росси́и, ранее — Форум свободных народов России, — дискуссионная площадка, участники которой ставят своей целью распад России на несколько независимых государств. В форуме принимают участие представители российской политической оппозиции, эмигрировавшие из страны, и иностранные деятели.
22 ноября 2024 года Верховный суд РФ признал организацию террористической.

## Описание

Карта народов пост-России

Участники форума ставят своей целью распад России на несколько независимых государств. На 2-м форуме в качестве тем для обсуждения были названы деимпериализация и деколонизация, депутинизация и денацификация, демилитаризация и денуклеаризация России, а участники форума «обратились к национальным и региональным элитам стран ООН с призывом начать создание национальных переходных правительств в изгнании».
По мнению французского историка и социолога Марлен Ларюэль, призывы участников форума «освобождению порабощённых народов» отсылают к лозунгу «тюрьма народов» времён Российской империи и к спонсируемому ЦРУ Антибольшевистскому блоку народов времён Холодной войны.

## Участники
По данным изданий Meduza и «Новая газета. Европа», организатор форума — украинский предприниматель и участник Евромайдана Олег Магалецкий. Он заявляет, что у форума две цели: подготовить людей внутри России к мысли, что её распад необходим, а также примирить с этим Запад. По его словам, спонсоры форума каждый раз меняются: то это европейские общественные организации, то меценаты из Украины.
В форуме участвуют представители национальных республик России и регионалисты из других регионов, таких как Ленинградская («Ингрия»), Калининградская и Псковская области.
Среди постоянных участников форума:
- Илья Пономарёв, политик, бывший депутат Государственной думы России.
- Павел Ивлев (движение «Свободная Ингрия»).
- Руслан Габбасов (Башкирский национальный политический центр, Комитет башкирского национального движения за рубежом)[9],
- Рафис Кашапов (движение «Свободный Идель-Урал»),
- Павел Мезерин (движение «Свободная Ингрия»).
- Максим Кузахметов (движение «Свободная Ингрия»).
- Анвар Курманакаев (ногайская общественная организация Ногай Эл)
- Ахмед Закаев (премьер-министр правительства ЧРИ в изгнании).
- Катя Марголис (эссеист, писательница, художница).

## Критика
Российский политолог Александр Кынев пишет, что форум провели «некие силы за рубежом, мало понимающие настроения внутри страны, не учитывающие крайне негативные воспоминания у большинства её жителей» о распаде СССР, и своей программой по созданию национальных государств на месте России они преподнесли «подарок российской пропаганде, которая и без того периодически твердит о том, что враги России хотят её раздробить и уничтожить». Он также осудил саму идею распада России, так как это, по его мнению, приведёт к «войнам, территориальным спорам и этническим чисткам».
Французский историк и социолог Марлен Ларюэль пишет, что западные политики не должны путать радикальные заявления политических изгнанников вроде Форума свободных народов России с мнением российских граждан. Она осудила выступление некоторых западных политиков за распад России как ложную стратегию, которая стала бы «катастрофой для международной безопасности» и которая проистекает из непонимания, что именно «удерживает российское общество вместе во всём его многообразии».
Американский историк и политолог Александр Мотыль задаётся вопросом, представляют ли кого-то участники форума, а также пишет, что «политические эмигранты во всём мире имеют долгую историю громких заявлений, которые в конечном итоге ни к чему не приводят». Одновременно он отмечает, что в некоторых случаях политические эмигранты всё же получили власть — например, Ленин и Троцкий, аятолла Хомейни, Хо Ши Мин, Махатма Ганди — а потому «было бы преждевременно отвергать Форум как бессмысленный конклав эмигрантов».
Российский политолог Фёдор Крашенинников задаётся вопросом о том, какое отношение участники форума имеют к российской оппозиции, и утверждает, что они «никого кроме себя не представляют, их знать никто не знает [в регионах]». Уфимская журналистка Дарья Кучеренко возражает ему, что как минимум один из участников, Руслан Габбасов, «известный в республике [Башкортостан] политик и лидер протеста, и, по её словам, в группе движения „Башкорт“, сопредседателем которого был Габбасов, до того, как их признали экстремистами, было 60 тысяч человек только в VK», но соглашается, что участники не имеют отношения к «русской оппозиции».
Российский экономист и политолог Владислав Иноземцев, принявший участие в 5-м форуме по приглашению организаторов от Европейского парламента, считает, что форум «существует только благодаря усилиям украинского руководства». По его мнению, может случиться, что пограничные территории — Чечня, Ингушетия или Тыва — выйдут из состава России, но «не было в истории ни одного случая, чтобы мононациональное государство разделялось без оккупации».

## Реакция российских властей
В ноябре 2022 года руководитель Центра урегулирования социальных конфликтов Олег Иванов призвал российские спецслужбы «возбуждать уголовные дела о госизмене, объявлять предателей в розыск и подавать запросы на их выдачу в Интерпол» в отношении участников Форума свободных народов России и Съезда народных депутатов. Он также предложил «вспомнить заветы известного советского разведчика Павла Судоплатова», то есть совершать убийства политических эмигрантов за рубежом.
17 марта 2023 года Генеральная прокуратура России объявила форум «нежелательной организацией». По версии Генпрокуратуры, «деятельность организации представляет угрозу основам конституционного строя и безопасности Российской Федерации», а её руководители «призывают к нарушению территориальной целостности Российской Федерации и выступают с сепаратистскими националистическими лозунгами».
В начале августа 2023 года Российский МИД заявил официальный протест посольству Японии из-за проведения в Токио встречи «Форума свободных народов Пост-России». Якобы из-за пропаганды сепаратистской идеологии. В Москве посчитали, что содействие Форуму представляет собой акт вмешательства во внутренние дела России. В министерстве также напомнили, что многие участники встречи признаны в России экстремистами и иноагентами. «Подобная практика, способная окончательно разрушить остатки демонтированных правительством Японии нормальных отношений, должна быть немедленно прекращена, а японские апологеты террористических идей — понести заслуженное наказание», — говорится в ноте протеста, опубликованной на сайте российского МИДа. Дипломатическое ведомство предупредило японских коллег о том, что в случае повторения подобной «провокации» им следует приготовиться к «самым чувствительным» ответным шагам со стороны Кремля.
15 декабря 2023 года на российском телеканале НТВ вышел подробный сюжет, посвящённый IX Форуму с характерным пропагандистским названием «Беглые клеветники обсудили развал России». Сразу после этого глава Следственного комитета России Александр Бастрыкин, ссылаясь на увиденный им по телевизору сюжет, потребовал возбудить уголовные дела против участников Форума. Вскоре стало известно, что в список экстремистов и террористов российские власти включили участников IX Форума — Николая Горелова и Артёма Тарасова.
Прошедший в марте 2025 года Форум в Бухаресте (в здании Парламента Румынии) вызвал негодование в Кремле. В частности, в Государственной Думе обвинили Румынию во вмешательство во внутренние дела России. Специальная Комиссия направила по этому поводу заявление в Генпрокуратуру и МИД: «По данным депутатов, на Форуме в румынском парламенте “неоднократно звучали призывы к странам Запада, в том числе со стороны иноагентов, добиться военного поражения России и расчленения её на множество независимых государств”». Официальный представитель российского МИДа Мария Захарова заявила: «Что касается предоставления парламентом Румынии своей площадки этим агрессивным структурам для манифестации, которые направлены в том числе на подрыв территориальной целостности нашей страны, что касается участия в нём румынских официальных представителей – это очередной провокационный эпизод в духе антироссийской кампании, который реализуется под диктовку верхушки Евросоюза руками Бухареста».

## История
По состоянию на октябрь 2024 года форум проходил 13 раз:
1. 8—9 мая 2022 года, Варшава (Польша), спонсор — Фонд солидарности журналистов (пол. Fundacja Solidarności Dziennikarskiej)[20].
2. 22—24 июля 2022 года, Прага (Чехия)[4], спонсор — литовский Институт регионов России. Была принята Декларация о деколонизации России и была продемонстрирована карта России, разделённой на примерно 30 государств[6], среди них такие как Смаландия и Соединённые Штаты Сибири[5].
3. 23—25 сентября 2022 года, Гданьск (Польша)[21].
4. 7—11 декабря 2022 года, Хельсингборг (Швеция)[22].
5. 31 января 2023 года, Брюссель (Бельгия, спонсор — фракция Европейских консерваторов и реформистов (ECR) Европейского парламента, прошло в его здании[8].
6. 25—28 апреля 2023 года, Вашингтон, Филадельфия и Нью-Йорк (США)[23].
7. 1—2 августа 2023 года, Токио, Япония[24].
8. 14—16 октября 2023 года, Лондон, Великобритания и Париж, Франция[25].
9. 11—14 декабря 2023 года, Рим, Италия и Берлин, Германия. Часть встреч в Риме проходила непосредственно в стенах Сенате Италии с участием депутатов парламента и политиков страны[26].
10. 16 апреля 2024 года, Вашингтон, США. Форум прошёл при активной поддержке The Jamestown Foundation в конференц-зале этого фонда[27].
11. 14 июня 2024 года, Вильнюс, Литва. Форум прошёл в здании Библиотеки Сейма Литовской республики. Пресс-конференция состоялась непосредственно в Сейме[28].
12. 18—19 сентября 2024 года, Тайбэй, Тайвань. Часть заседаний Форума прошла непосредственно в парламенте страны[29].
13. 12—14 декабря 2024 года, Вена, Австрия. Ключевые встречи и доклады Форума прошли в Парламенте Австрийской республики[30].
14. 20 марта 2025 года, Бухарест, Румыния. Все доклады, дискуссии и выступления прошли в здании Парламента Румынии[31][32].